# Російське чайне печиво
Російське чайне печиво (англ. Russian tea cake) — популярна страва американської кухні.

## Історія
Причина, по якій це печиво називається «російським чайним печивом», як і будь-який зв'язок його з російською кухнею - точно невідомі. За словами фахівця з історії російської кухні Дорріт Гольдштейн, професора Вільямс Коледжу (Williams College), штат Массачусетс, в традиційній російській кухні немає прямого аналога цього печива. Найближчим аналогом чайного печива є іспанські та латиноамериканські польворони, тому іноді передбачається, що печиво проникло в США з Мексики. До двадцятого століття цей тип печива став частиною весільних та різдвяних застіль в США.

## Опис
Рецепт російського чайного печива досить простий. Його готують з борошна, води, вершкового масла та горіхів (крупно подрібненого мигдалю, ліщини, або  волоських горіхів, іноді використовуються також горіхи пекан). Після випікання гаряче печиво обвалюють у цукровій пудрі, а потім другий раз - після того, як печиво охолоне. В Нью-Мексико та Техасі в печиво додають також аніс.

## Інші назви
Це печиво також відоме в США під назвами «мексиканське весільне печиво» (Mexican wedding cakes (or cookies)), «італійське весільне печиво» (Italian wedding cookies), «печиво-сніжки» (snowball cookies) та «масляні кульки» (butterballs).

## Галерея

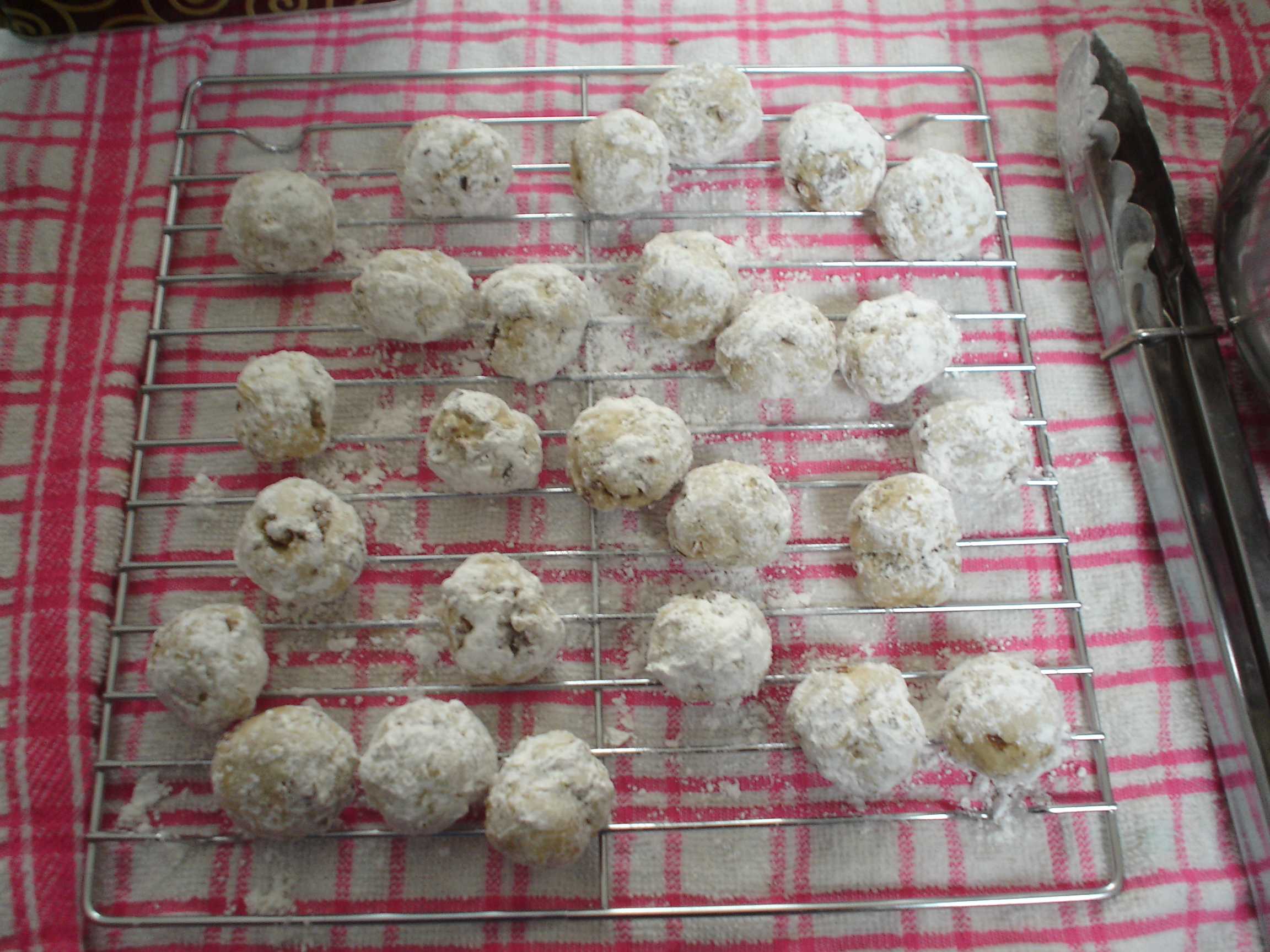
Печиво, спечене і обсипане пудрою

## Рецепт
- Russian Tea Cakes (рецепт англійською) [Архівовано 23 червня 2021 у Wayback Machine.]
- Відеорецепт англійською [Архівовано 24 червня 2021 у Wayback Machine.]